# 1010
1010. је била проста година.

## Догађаји
- Скандинавци су опљачкали 15 округа Енглеске.
- Торфин Карлсефни оснива прво насеље у Винланду. Торфин се жени Гудрид, удовицом брата Лејфа Ериксона. Рођен им је син Снори.
- Немачке краљевске трупе упадају у пољске земље.
- 22. септембар — Немачка војска се без губитака враћа у Мерзебург.
- У Естергому на Дунаву оснива се мађарска архиепископија.
- Манихејци, или Катари, појављују се у Агену.
- У Барију је устанак против Византије, подржан од норманске ескадриле.
- Хишам II по други пут постаје калиф Кордобе. По наређењу Фатимидског калифа Хакима, храм Гроба Господњег је уништен (обновили су га Арапи тек након његове смрти).
- Китанска војска је прешла реку Амноккан (Јалу) и напала Кореју.
- Престо Вијетнама је прешао у руке Ли Конг Уана, оснивача династије Латер Ли. Главни град је премештен из Хоа Луа у Тханг Лонг (модерни Ханој, основан око 8. века).
- Велики кнез Кијевске Русије Владимир Свјатославич дели својим синовима области на управљање: Борису - Ростов, и Глебу - Муром.
- Ростовски кнез Јарослав Владимирович, будући велики кијевски кнез Јарослав Мудри, основао је тврђаву на ушћу Волге у Которосл – будући град Јарослављ.